# «Братья-мусульмане» в Сирии
«Братья-мусульмане» в Сирии (араб. الإخوان المسلمون في سوريا‎) — деятельность сирийского отделения организации «Братья-мусульмане». Сирийское отделение братьев-мусульман является первым созданным за пределами Египта.

## Начало деятельности
В 1950-х годах представители движения даже получили место в парламенте, оставаясь в оппозиции к сирийским властям. С середины 1970-х гг. сирийские «Братья-мусульмане» значительно радикализовались: упоминалось, что движение было ответственно за ряд нападений на правительственные силы и организации в конце 1970-х — начале 1980-х годов. Активизированная ими антиправительственная пропаганда и вооружённая борьба опиралась на недовольных неудачной экономической политикой и секуляризмом партии ПАСВ (БААС).
В конце 1970-х годов появляется «Боевой авангард». В начале 1980-х годов на съезде братьев-мусульман в ФРГ к руководству в организации приходит экстремистское крыло во главе с Саидом Хавва, Аднаном Сайдуддином, Али аль-Баянуни. Весной 1981 происходит очередной раскол: «политическое» и «боевое» («Ат-Талиа аль-мукатиля», Сражающийся (боевой) авангард) крылья размежевались организационно. Глава последней Аднан Окла выступил против существующего руководства «Братьев-мусульман», проводившего политику сотрудничества с другими антиасадовскими группировками, что вынуждало отказаться от некоторых принципиальных положений программы «Братьев-мусульман». Главные объекты нападений — высшие чиновники госаппарата, агенты безопасности, а в период апогея борьбы — «охота» на всех, сколько-нибудь связанных с режимом. В феврале 1977 был убит ректор Дамасского университета Мохаммед Фадель, в апреле 1978 — убит генеральный прокурор Дамаска Адель Мини.
В связи с успехом Иранской революции (1979) кампания террора активизируется. В июне 1979 года были расстреляны курсанты артиллерийского училища в Алеппо. В августе 1979 в Латакии убит суннитский шейх, в ответ на это 30 августа 1979 там же убиты 2 алавита, что вызвало столкновения, в которых погибло 20 человек. Осенью 1979 года был арестован вице-президент «Братьев-мусульман» Хусни Махмуда Абу. Происходят взрывы в Дамаске у зданий БААС, убийство Ибрагима Нааме.
В результате предпринятых мер, полицией были арестованы некоторые лидеры братьев-мусульман: Хусни Абдо, Зухер Заплуту, убит лидер организации в Хаме Абдуссаттар аз-Заим. В конце января 1980 года убит шейх Мохаммед аш-Шами, на следующий день в Дамаске — шейх Салех Окле. С 1981 года начали взрывать автомобили, начинённые взрывчаткой. В июле 1980 года в Сирии был принят закон, в соответствии с которым членство в движении наказывалось смертью.

## Восстание в Хаме
В феврале 1982 года «Братья-мусульмане» организовали крупное восстание в Хаме. Восстание было подавлено 8-тысячной армией под командованием брата президента Асада Рифата, при поддержке ВВС и танковых подразделений. По разным данным, от 3 до 20 тысяч человек были убиты во время вооружённых столкновений.
После подавления восстания правительственными войсками деятельность террористов сошла на нет. В 1985 году Аднан Окла и остатки его группы сдались властям. Основные деятели движения бежали из страны.

## Деятельность после восстания в Хаме
Наименование «Братья-мусульмане» в Сирии в дальнейшем использовалось для разрозненных антиправительственных групп, чье единство не было очевидно, но которые, однако, признавались главным врагом режима президента Хафеза Асада. Тем не менее фактически деятельность «Братьев-мусульман» в Сирии была прекращена — несмотря на то, что из-за границы им продолжали поступать средства на благотворительные нужды (по некоторым сведениям, от одного до двух миллионов долларов в месяц). В апреле 2001 года, менее чем через год после того, как Хафез Асад умер, президентом страны стал его сын Башар Асад, и движение объявило о намерении возобновить политическую деятельность в Сирии. Весной 2011 года в стране начались массовые выступления против режима Асада, которые со временем переросли в гражданскую войну. Их с самого начала поддержало находившееся в изгнании руководство сирийских «Братьев-мусульман», и к маю 2012 года представители движения уже составляли большинство в руководстве оппозиционных сил, боровшихся с правительственными войсками.